# Mesoxaea nigerrima
Mesoxaea nigerrima is een vliesvleugelig insect uit de familie Andrenidae. De wetenschappelijke naam van de soort is voor het eerst geldig gepubliceerd in 1912 door Friese.